# شمال ساحل مرکزی

موقعیت منطقه شمال ساحل مرکزی در ویتنام

شمال ساحل مرکزی (انگلیسی: North Central Coast) یکی از مناطق کشور ویتنام است.
این منطقه که شامل ۶ استان می‌شود مساحت آن ۵۱٬۵۲۴٫۶ کیلومتر مربع و جمعیت آن در سال ۲۰۰۹ میلادی ۱۰٬۰۹۰٬۴۰۰ نفر بوده است.

## استان‌ها
| جمعیت              | مرکز     | جمعیت (۲۰۰۹) | مساحت (km²)   |
| ------------------ | -------- | ------------ | ------------- |
| استان ها تین       | ها تین   | ۱٬۲۳۰٬۳۰۰    | ۶٬۰۲۵٫۶ km²   |
| استان نه آن        | وین      | ۲٬۹۱۹٬۲۰۰    | ۱۶٬۴۹۰٫۷ km²  |
| استان کوانگ‌بن      | دونگ هوی | ۸۴۸٬۰۰۰      | ۸٬۰۶۵٫۳ km²   |
| استان کوانگ تری    | دونگ ها  | ۵۹۹٬۲۰۰      | ۴٬۷۴۷٫۰ km²   |
| استان تان هوا      | تان هوا  | ۳٬۴۰۵٬۰۰۰    | ۱۱۱٬۱۳۳٫۴ km² |
| استان توا تین–هوئه | هوئه     | ۱٬۰۸۸٬۷۰۰    | ۵٬۰۶۲٫۶ km²   |